# Gymnázium Josefa Ressela

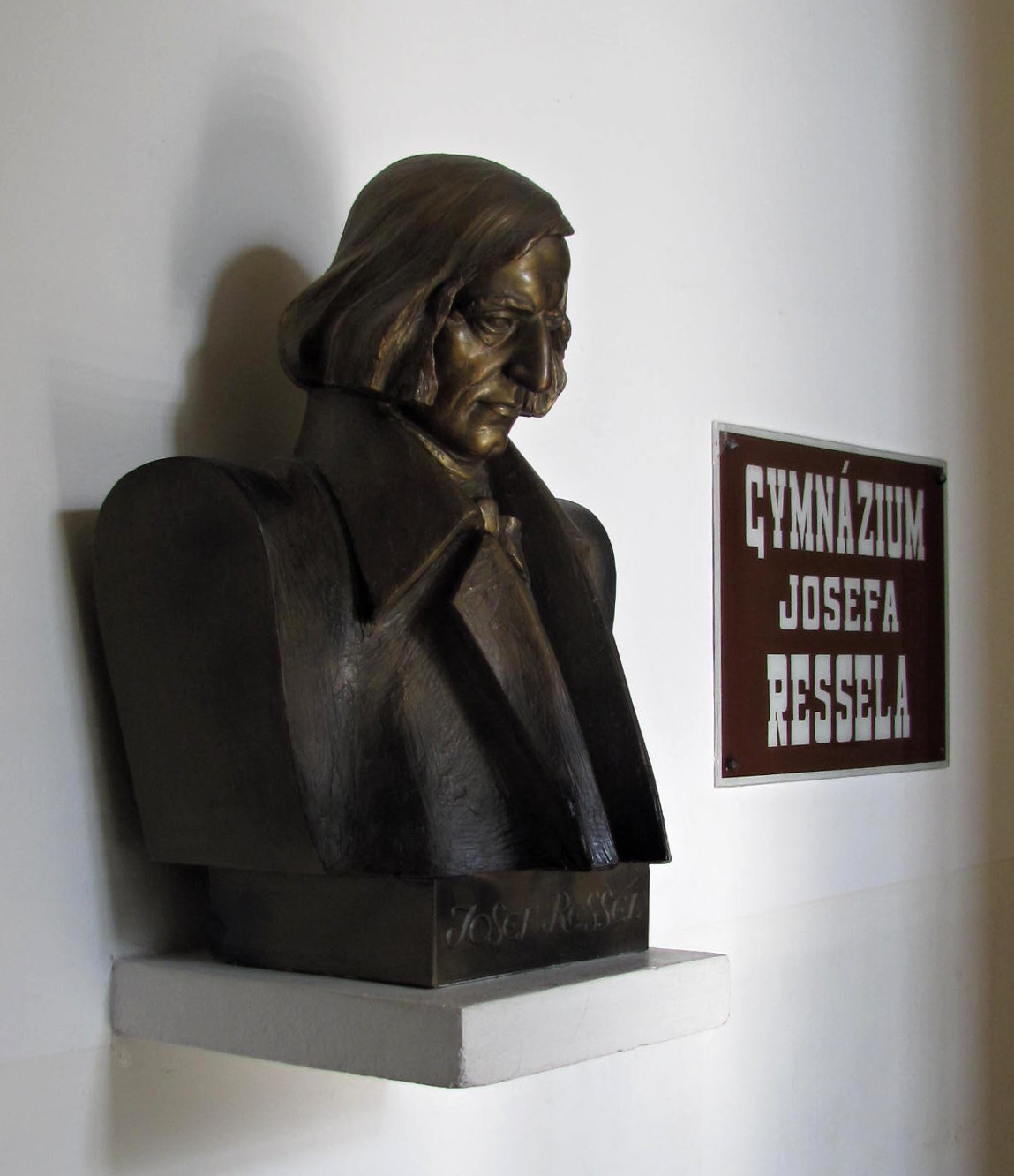
Busta Josefa Ressela

Gymnázium Josefa Ressela, jehož zřizovatelem je od roku 2001 Pardubický kraj, sídlí v Chrudimi v Olbrachtově ulici. Lze zde studovat na osmiletém nebo čtyřletém gymnáziu.

## Historie
Původní chrudimská nižší reálka byla od školního roku 1863–1864 postupně přeměňována na čtyřtřídní nižší reálné gymnázium, které bylo slavnostně otevřeno v budově hlavní školy 6. října 1863. Prvním ředitelem se stal Josef Šímek a škola měla v tomto roce 106 studentů, kteří byli hodnoceni 12 známkami. V roce 1864 bylo gymnázium přestěhováno do samostatné budovy, která byla postavena podle plánů Františka Schmoranze. V roce 1875 proběhly první maturity, zkouška byla z osmi předmětů a školu úspěšně absolvovalo 17 studentů.
Po rozšíření se gymnázium přestěhovalo roku 1878 na Jánské náměstí do nové budovy. Za první světové války počet studentů i kantorů poklesl a gymnázium sloužilo jako vojenská nemocnice. V letech 1939-1945 bylo gymnázium nuceno přesídlit do budov muzea. Roku 1949 se gymnázium stalo pouze čtyřletým a v roce 1953 byla zavedena jedenáctiletá střední škola, jejíž poslední tři ročníky měly nahradit gymnázium.
V roce 1959 se gymnázium přemístilo do současné budovy v Olbrachtově ulici. Tuto neorenesanční stavbu nechala vybudovat Kongregace školských sester III. řádu sv. Františka. Roku 1969 bylo gymnázium pojmenováno po Josefu Resselovi a opět byl obnoven čtyřletý studijní cyklus. Osmileté studium bylo znovu zavedeno v roce 1990, přičemž bylo zachováno gymnázium čtyřleté. V roce 2000 budova přešla z majetku Kongregace do vlastnictví státu. Do roku 2001 se gymnázium o prostory dělilo se základní školou. V roce 2013 gymnázium oslavilo 150 let výročí založení.

## Současnost
V současné době se na gymnáziu nachází 16 tříd. 8 tříd na čtyřletém gymnáziu po dvou v ročníku (A, B) a 8 tříd na osmiletém gymnáziu (E). Pedagogický sbor ve školním roce 2022/2023 čítá 37 pedagogů a do školy dochází 473 žáků.

## Seznam ředitelů školy
V řízení školy se vystřídalo celkem 25 osob, a to 13 ředitelů, 11 prozatímních správců a 1 prozatímní ředitel. Celkem v čele školy stálo 24 mužů a 1 žena.
1. Josef Šimek (1863-1868) (prozatímní ředitel)
2. Ferdinand Macháček (1868) (prozatímní správce)
3. Matěj Trapl (1868-1888)
4. Robert Beer (1888-1889) (prozatímní správce)
5. František Rosický (1889-1890)
6. Josef Bernhard (1890) (prozatímní správce)
7. Václav Pošusta (1890-1903)
8. Oldřich Kobrle (1903) (prozatímní správce)
9. František Reiss (1903-1908)
10. Jan Roček (1908) (prozatímní správce)
11. Josef Steinhauser (1908-1916, 1918-1925)
12. Antonín Beneš (1916-1917) (prozatímní správce)
13. Tomáš Snětivý (1917-1918) (prozatímní správce)
14. Eduard Dvořáček (1925-1926) (prozatímní správce)
15. Stanislav Kalandra (1926-1941) (v letech 1926-1927 jako prozatímní správce)
16. Josef Šmahel (1941) (prozatímní správce)
17. František Kolář (1941-1943) (prozatímní správce)
18. Jiří Jenšovský (1943-1945) (prozatímní správce)
19. Václav Kubát (1945-1968) (v letech 1945-1950 jako prozatímní správce)
20. Vladimír Velc (1968-1974)
21. Václav Řeháček (1974-1983)
22. Ladislav Řídkošil (1983-1989)
23. Vladislav Pavlíček (1989-1990)
24. Eduard Beránek (1990-2011)
25. Klára Jelinková (2011-současnost)